# 兵庫県立西脇馬事公苑

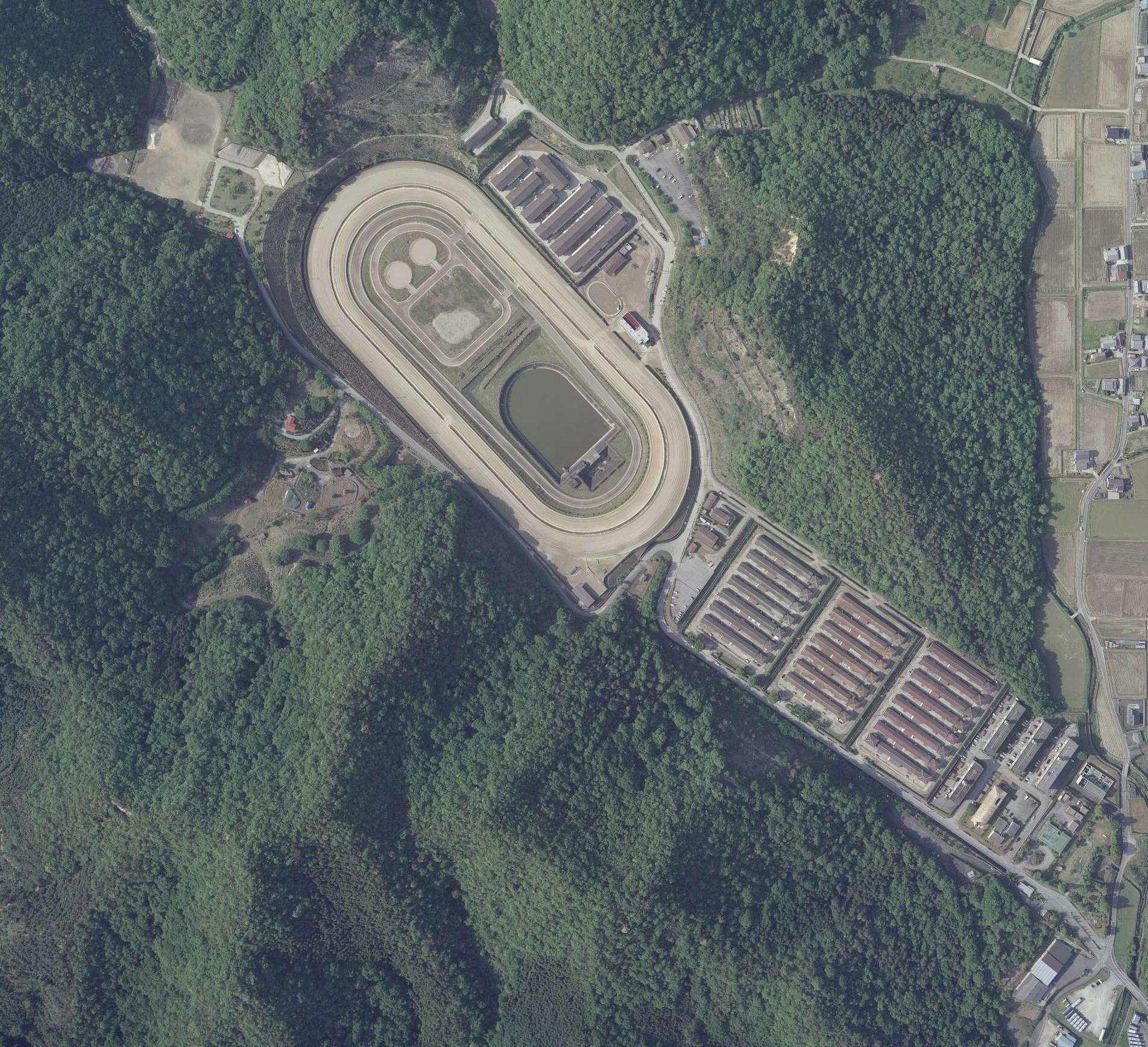
2009年撮影の航空写真。

兵庫県立西脇馬事公苑（ひょうごけんりつにしわきばじこうえん）は、兵庫県西脇市にある兵庫県競馬組合が管理する県有施設（トレーニングセンター）である。
兵庫県競馬組合の主催する園田競馬場、姫路競馬場の競走馬は園田競馬場と西脇馬事公苑の2箇所でトレーニング（調教）を行う。
以前は兵庫県競馬組合の所属馬は園田競馬場と姫路競馬場の2箇所で調教されていたが、1980年（昭和55年）に西脇馬事公苑が完成し、姫路の所属馬が移動して現在に至る。
10年ほど前まで苑内には小動物園があり一般の人も出入りが可能であったが、2025年現在は閉園し、競馬の公正確保の観点から一般人の立ち入りを許可していない。

## 施設概要
- 馬場　本馬場：一周回1000m、内馬場：一周回900ｍ、坂路     一周回800ｍ
- 厩舎　33厩舎・550頭まで入厩可能
- 調教管理棟